# Cacao (lieu-dit)
Pour les articles homonymes, voir Cacao (homonymie).
Cacao est un village de la commune française de Roura située dans le département de la Guyane. Cacao est l'un des premiers fournisseurs de produits maraîchers du département.

## Géographie
Le village de Cacao se trouve à une soixantaine de kilomètres au sud-ouest du bourg chef-lieu de la commune de Roura. Il est arrosé par la rivière Comté, un affluent du fleuve Mahury.
On y accède par une route bitumée, raccordée à la Route nationale 2 et qui remplace depuis quelques années une piste en latérite difficilement praticable lors de la saison des pluies.

## Histoire
Le site de Cacao fut tout d'abord occupé par une plantation dite « habitation de Sainte-Marie des cacaos » qui fut fractionnée par la suite. L'administration pénitentiaire s'y installa (bagne de Sainte-Marie) puis racheta l'habitation voisine  "Eléonore" qui appartenait à M. Power et y installa le bagne de Saint-Augustin en 1854. Mais face à de nombreuses épidémies (fièvre jaune), il fut abandonné dès 1859.
En septembre 1977, le site qui appartenait alors à l'État a été mis à la disposition d'une communauté d'agriculteurs hmongs, originaires du Laos et réfugiés en Thaïlande. Environ 500 personnes furent ainsi transportés jusqu'à Cacao dans des camions militaires bâchés et hébergés dans des baraquements prêtés par l'armée (un deuxième groupe fut implanté un an plus tard à Javouhey dans la commune de Mana). 
Les familles furent sélectionnées en Thaïlande par un oblat de Marie-Immaculée, le Père Yves Bertrais (1921-2007)  ; les candidats volontaires qui ont été retenus étaient ceux qui avaient décidé de vivre de l'agriculture. On a pris également soin de sélectionner des groupes de plusieurs familles rassemblant trois générations successives, à l'instar des villages traditionnels laotiens.
Cette installation fut facilitée par la création d'une association locale pour le développement du site de Cacao (ADESCA), fondé par l'épouse de Claude Ho-A-Chuck qui, à l'époque, était maire de Roura et président du conseil général de la Guyane. Deux oblats de Marie-Immaculée, les Pères Charrier et Brix qui parlaient la langue hmong, prirent la direction des opérations pour l'implantation de la communauté sur le terrain.
Les Hmongs se constituèrent alors en quatre équipes : une chargée du débroussaillage, deux de la préparation des abattis, et un dernière de la construction des maisons.
L'État concéda les 1 350 hectares du site par bail emphytéotique d'une durée de 99 ans à la coopérative agricole qui fut créée. Seuls 600 hectares exploitables furent défrichés et mis en culture. Sur les 750 hectares restants, 150 étaient jugés irrécupérables, tandis que 600 autres se trouvaient en forêt ou présentaient une forte pente rendant toute culture difficile.
En moins de six mois, les Hmongs construisirent leurs propres habitations dans le style traditionnel, une centaine de maisons en bois et sur pilotis, ainsi que cinq bâtiments collectifs (une école, une infirmerie, une salle de réunion, une église et une salle d'exposition). Hormis les planches et les tôles de toiture qui leur furent gracieusement données, la communauté ne reçut aucune autre aide extérieure pour la construction de leur habitat.
Grâce à leur ténacité, ces derniers feront de Cacao le premier fournisseur de produits maraîchers en Guyane, ainsi qu'un grand site touristique.

## Économie

### Agriculture

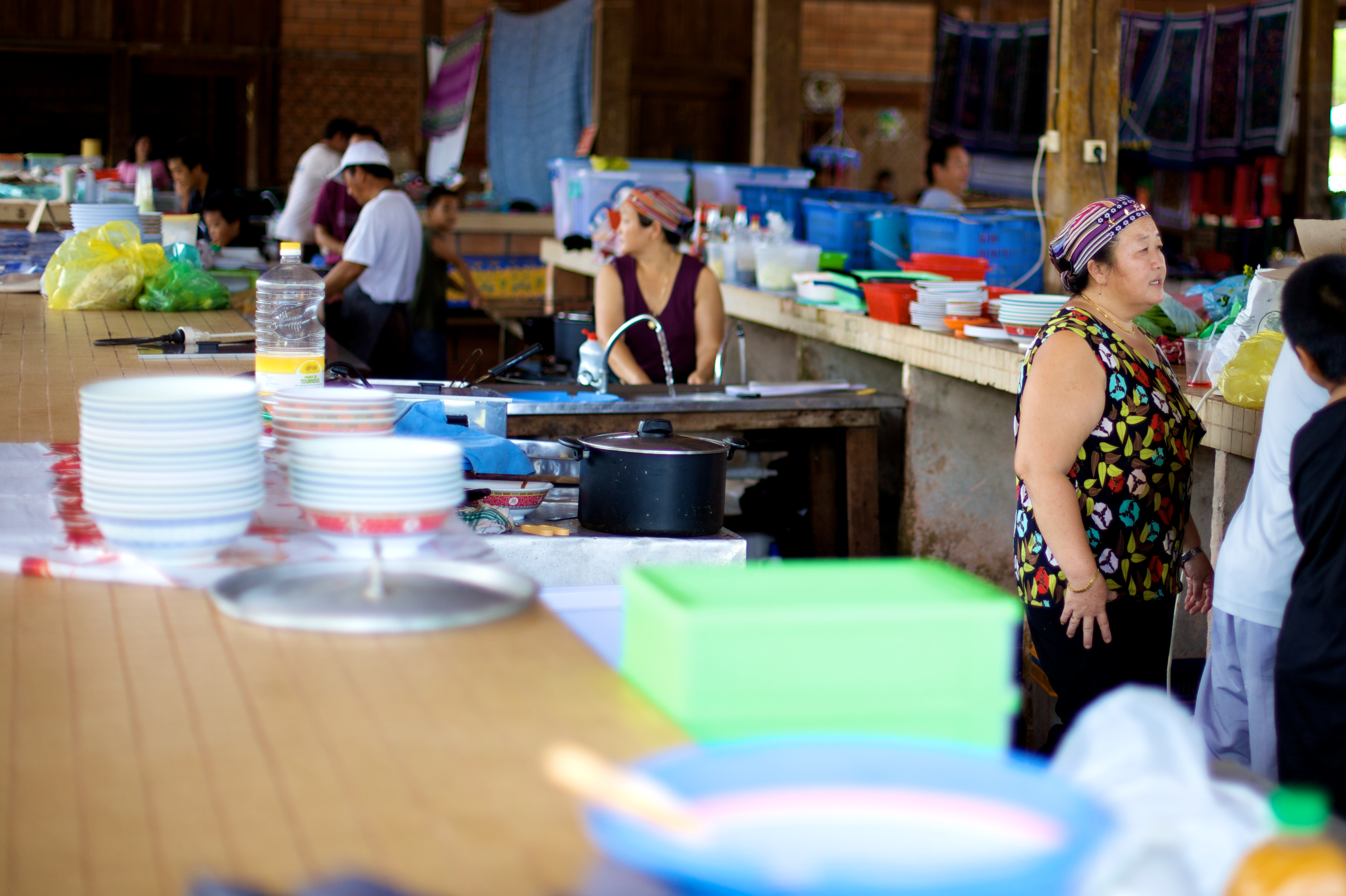
Marché de Cacao

Les habitants de Cacao, majoritairement hmongs, vivent essentiellement de l'agriculture, le bourg étant devenu aujourd'hui le premier fournisseur de produits maraîchers en Guyane. 
Après leur arrivée, les Hmongs s'organisèrent au sein d'une coopérative chargée d'organiser les travaux agricoles et la vente des produits. Celle-ci fut conseillée par un ingénieur agricole d'origine hmong, fonctionnaire à la Direction de l'Agriculture et des Forêts. Propriétaire des engins de travail collectif (tracteur, bulldozer, décortiqueuse de riz), la coopérative loue ses services et le matériel nécessaire à l'exploitation des fermes, et fournit l'engrais et les semences.
La communauté a réussi à adapter son mode de culture au climat équatorial de la Guyane permettant ainsi une production toute l'année. 280 hectares sont consacrés au maraîchage et aux cultures vivrières en rotations, tandis que 290 hectares sont consacrés à la culture sur abattis en rotations (bananes, agrumes, dachines, manioc).
Environ 70 hectares de pâturage servent pour l'élevage d'un troupeau de 200 têtes (100 buffles et 100 zébus), importés de Trinidad, destinés uniquement aux besoins du village. Chaque famille élève des poules, des canards et  des porcs, qu'elles vend sur les marchés de Cacao et Cayenne.
De plus, un élevage de chevrettes (crevettes d'eau douce) a été également constitué comme dans toute la Guyane : sur les 41 bassins de 6 000 m2 chacun occupant une superficie totale de 25 hectares qui ont été construits, 24 sont en exploitation et permettent la production de 1 tonne à 1,2 tonne par mois, soit exportée aux États-Unis ou à Porto-Rico, soit vendue sur les marchés locaux.
L'augmentation de leurs revenus au fil des années a permis aux membres de la communauté d'être moins dépendants de la coopérative, en achetant notamment des camionnettes afin d'aller vendre directement leur production à Cayenne.

### Tourisme
Le village connaît également un développement touristique, notamment grâce à son marché dominical, où denrées alimentaires comme tissages et broderies hmong peuvent être trouvées, ainsi qu'au développement du tourisme vert et des activités sportives sur la rivière Comté (randonnées dans la jungle organisées en compagnie de guides au départ de Cacao, à la pratique du bateau, canoé et kayak louables à Cacao).

## Culture
On trouve deux églises à Cacao :

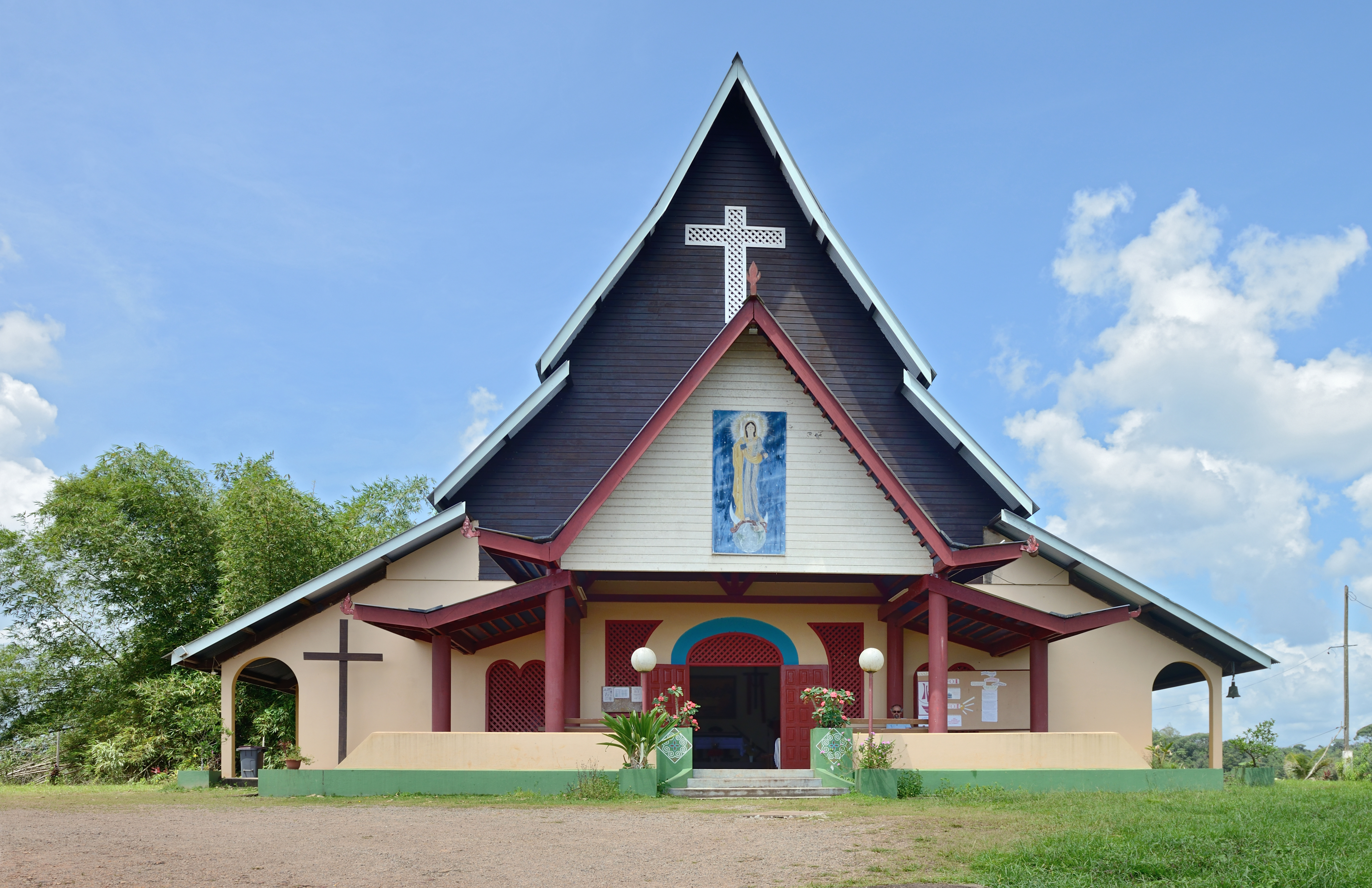
L'église catholique Notre-Dame-de-la-Paix

- une catholique, l'église Notre-Dame-de-la-Paix[4] ;
- une église protestante évangélique[5].

Un petit musée des insectes se situe également au sein du village, le musée le planeur bleu.
La population étant essentiellement d'origine hmong, leur culture y est très importante et des efforts ont été faits pour la préserver (cours de danse traditionnelle, broderies… ), le Nouvel An traditionnel hmong, qui se déroule à la première lune de décembre, suivant le cycle des 12 lunes, étant devenu une des fêtes les plus importantes du village, ainsi qu'une attraction touristique locale majeure. Ce lieu-dit est aussi connu pour son marché.
- La fête du ramboutan

## Éducation
Il y a deux écoles élémentaires à Cacao, l'une privée (religieuse) et l'autre publique. Le village dispose d'un collège privé, mais pas de collège public ni de lycée : les élèves doivent alors se rendre dans la commune voisine de Matoury ou à Cayenne pour la suite de leurs études.